# بييرلويجي بيزابالا
بييرلويجي بيزابالا (بالإيطالية: Pier Luigi Pizzaballa)‏ (مواليد 14 سبتمبر 1939) هو لاعب كرة قدم. يلعب مع منتخب إيطاليا لكرة القدم. سبق له أن لعب في كأس العالم لكرة القدم مع منتخب بلاده.

## مسيرته الكروية
لعب بييرلويجي بيزابالا خلال مسيرته الاحترافية مع 4 أندية في اثنين وعشرين موسمًا ولم يسجل خلالها أي هدف ضمن 300 مباراة. حيث فاز في موسمين بالكأس ولم يفز بأي دوري.
خاض بييرلويجي بيزابالا مسيرته مع نادي أتالانتا في موسم 1958–59 في المرة الأولى ليلعب معه ثمانية مواسم ثم في موسم 1976–77 ليلعب معه أربعة مواسم، مشاركًا طوالها في 141 مباراة ولم يسجل أي هدف. ثم انتقل إلى نادي روما في موسم 1966–67 واستمر معه طيلة ثلاثة مواسم، حيث شارك في 70 مباراة ولم يسجل أي هدف أيضًا. لينتقل بعدها إلى نادي هيلاس فيرونا في موسم 1969–70 ليلعب معه أربعة مواسم، مشاركًا في 79 مباراة ولم يسجل أي هدف أيضًا. ثم انتقل إلى نادي إيه سي ميلان في موسم 1973–74 واستمر معه طيلة ثلاثة مواسم، مشاركًا في 10 مباريات ولم يسجل أي هدف أيضًا.

## روابط خارجية
- بييرلويجي بيزابالا على موقع الاتحاد الدولي (مؤرشف)  (الإنجليزية)
- بييرلويجي بيزابالا على موقع قاعدة بيانات كرة القدم.إي يو (الإنجليزية)
- بييرلويجي بيزابالا على موقع ناشيونال فوتبول تيمز (الإنجليزية)
- بييرلويجي بيزابالا على موقع عالم كرة القدم.نت (الإنجليزية)